# Chính sách thị thực của Singapore

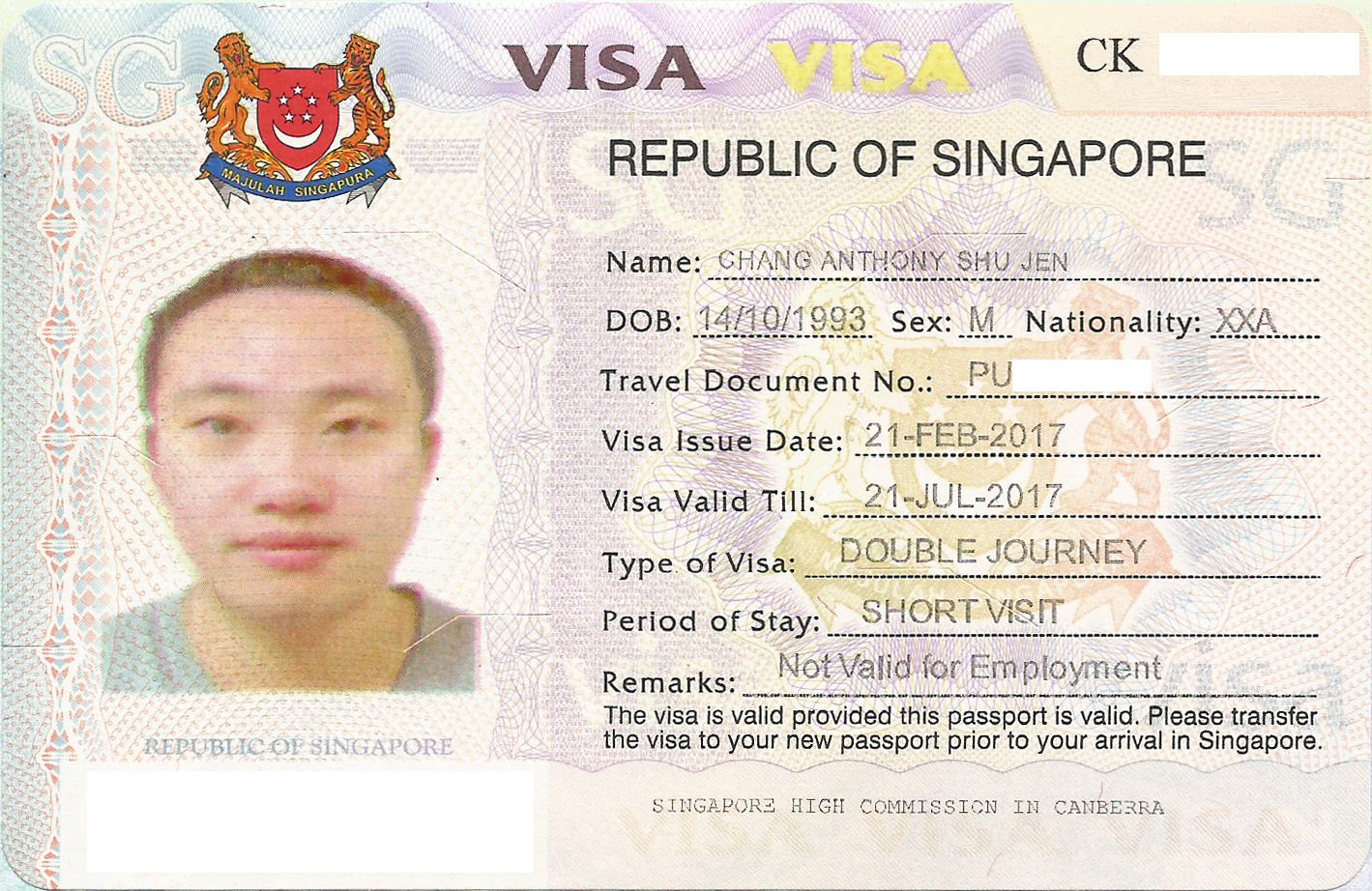
Thị thực Singapore cho một người không có tư cách công dân

Du khách đến Singapore có thể nhập cảnh không cần thị thực hoặc bắt buộc phải xin thị thực. Công dân của gần 80% các quốc gia trên thế giới có thể đến Singapore trong khoảng thời gian 30 ngày hoặc 90 ngày mà không cần thị thực, tùy thuộc vào quốc tịch của họ. Các quốc gia cần phải xin thị thực được xếp vào loại các quốc gia có thể xin thị thực điện tử và các quốc gia cần tem nhãn thị thực.
Tất cả du khách đến Singapore phải:
- sở hữu một hộ chiếu hoặc giấy tờ du hành có hiệu lực hơn 6 tháng kể từ thời gian khởi hành,
- sở hữu vé khứ hồi hoặc vé chuyến tiếp theo,
- có đủ tiền để ở Singapore,
- có giấy tờ nhập cảnh (bao gồm thị thực) đích đến tiếp theo nếu cần thiết,
- có thẻ Xuất/Nhập cảnh
- có chứng nhận khám sốt vàng để nhập cảnh Singapore (nếu thích hợp).

## Bản đồ chính sách thị thực

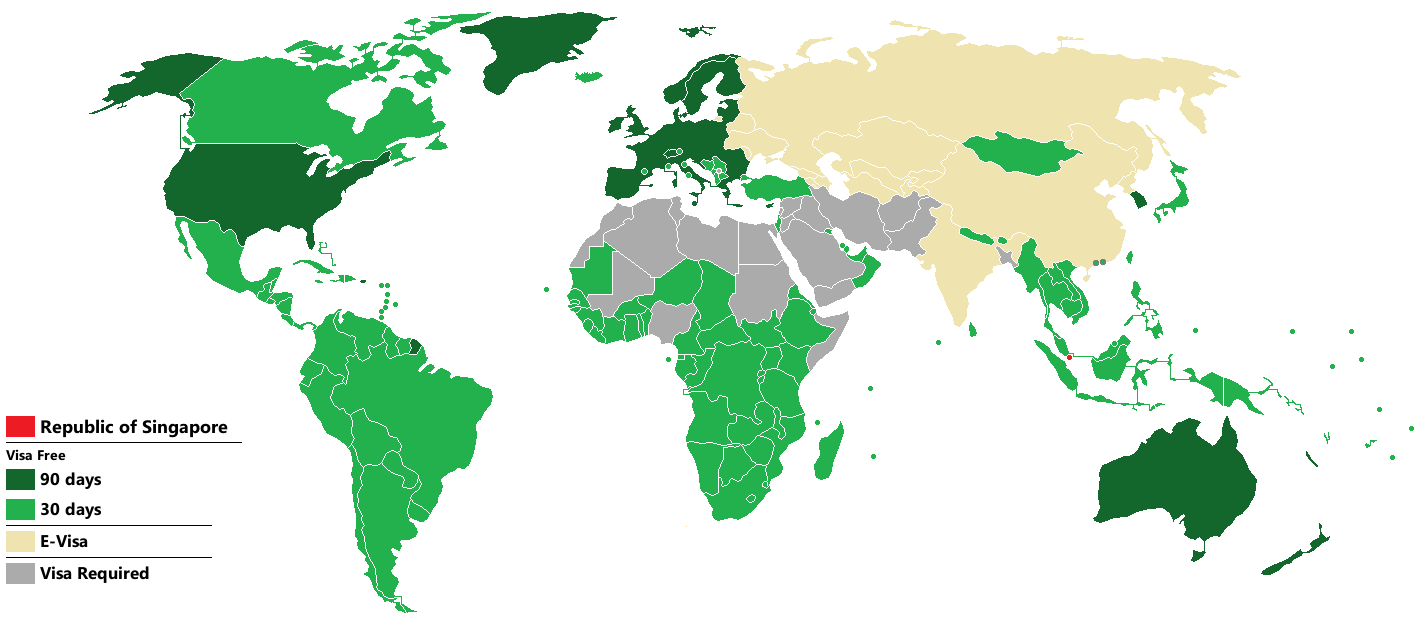
Chính sách thị thực của Singapore
Singapore
Miễn thị thực (90 ngày)
Miễn thị thực (30 ngày)
Thị thực điện tử
Cần xin thị thực

## Miễn thị thực
Công dân của tất cả các quốc gia không bao gồm trong danh sách Kiểm định cấp độ Level I và Kiểm định cấp độ II được cho phép ở lại tối đa 30 ngày mà không cần thị thực tại Singapore, ngoại trừ người sở hữu các hộ chiếu sau được cho phép ở lại 90 ngày:
| - Tất cả công dân Liên minh Châu Âu1 - Hàn Quốc - Hoa Kỳ - Na Uy - Thụy Sĩ - Úc |

1 - Nhập cảnh miễn thị thực đối với người sở hữu hộ chiếu Anh không có bằng chứng về quyền cư trú tại Vương quốc Anh được rút ngắn xuống còn 30 ngày.
Người sở hữu hộ chiếu Đài Loan không có bằng chứng về quyền cơ trú tại Đài Loan phải có giấy phép tái nhập cảnh Đài Loan.

## Cần thị thực
Singapore phân nhóm các quốc gia cần thị thực thành hai nhóm — quốc gia Kiểm định cấp độ I và Kiểm định cấp độ II.

### Quốc gia Kiểm định cấp độ I
Người sở hữu hộ chiếu thông thường hoặc giấy từ du hành cấp bởi các quốc gia hoặc vùng lãnh thổ sau có thể xin thị thực trực tuyến qua một liên hệ của Singapore tại địa phương hoặc đối tác chiến lược tại Singapore, hoặc tại phái vụ ngoại giao Singapore gần nhất hoặc một trong những đại lý thị thực có ủy quyền của Singapore gần nhất. Thị thực sẽ thường được cấp trong 1 ngày làm việc, và người xin có thể du hành với thị thực điện tử đã được in ra.
| - Armenia - Azerbaijan - Belarus - Trung Quốc - Gruzia | - Ấn Độ - Kazakhstan - Kyrgyzstan - Moldova - Triều Tiên | - Nga - Tajikistan - Ukraina - Turkmenistan - Uzbekistan |  |

- Người sở hữu Giấy tờ Danh tính của Hồng Kông cho mục đích thị thực
- Người sở hữu Giấy phép Du hành Vùng hành chính Đặc biệt của Macao

### Quốc gia Kiểm định Cấp độ II
Công dân của các quốc gia sau có thể xin thị thực trước. Họ có thể xin qua một liên hệ tại địa phương của Singapore hoặc đối tác chiến lược của Singapore, hoặc taị phái vụ ngoại giao của Singapore gần nhất hoặc một trong các đại lý thị thực có ủy quyền ngoài Singaapore. Thị thực thường được cấp trong 3 ngày làm việc, và một tem nhãn thị thực đóng vào hộ chiếu của người xin.
| - Afghanistan - Algeria - Bangladesh - Ai Cập - Iran - Iraq - Jordan | - Kosovo - Lebanon - Libya - Mali - Maroc - Nigeria - Pakistan | - Palestine - Somalia - Sudan - Syria - Tunisia - Yemen |  |

- Người sở hữu hộ chiếu tạm thời cấp bởi Các Tiểu vương quốc Ả Rập Thống nhất
- Người sở hũu giấy tờ du hành tị nhạn cấp bởi các nước Trung Đông
- Người không có tư cách công dân

### Hộ chiếu không phổ thông
Yêu cầu thị thực không áp dụng với người sở hữu hộ chiếu ngoại giao hoặc công vụ của Bangladesh, Jordan, Tunisia và hộ chiếu ngoại giao của Ả Rập Saudi và Maroc.

## Thẻ đi lại doanh nhân APEC
Người sở hữu hộ chiếu cấp bởi các quốc gia sau mà có Thẻ đi lại doanh nhân APEC (ABTC) có mã "SGP" ở mặt sau nghĩa là họ có thể đến Singapore không cần thị thực để công tác lên đến 60 ngày.
ABTC được cấp cho công dân của:
| - Úc - Brunei - Chile - Trung Quốc - Hồng Kông - Indonesia - Nhật Bản - Hàn Quốc - Malaysia | - Mexico - New Zealand - Papua New Guinea - Peru - Philippines - Nga - Đài Loan - Thái Lan - Việt Nam |  |

## Quá cảnh không cần thị thực
Công dân các quốc gia Kiểm định Cấp độ I và II không cần thị thực để quá cảnh tại sân bay Changi Singapore miễn là họ đạt được các yêu cầu sau:
- có vé chuyến tiếp theo,
- ở lại khu vực quá cảnh,
- đã kiểm tra hành lý,
- do not clear immigration to enter Singapore, and,
- không đến bằng hãng hàng không giá rẻ (trừ hành khách bay bằng Scoot với Scoot-thru và bằng Tigerair với Tigerconnect).

Công dân của một số quốc gia có thể đến Singapore quá cảnh không cần thị thực.

#### Công dân của Cộng đồng các quốc gia độc lập, Gruzia, Turkmenistan và Ukraina
Công dân của các quốc gia sau có thể nhập cảnh Singapore không cần thị thực trong vòng 96 giờ nếu họ quá cảnh hoặc đến từ bất cứ quốc gia thứ ba nào. Các công dân này sử dụng VFTF trên cả chuyến đến và đi. Họ có thể đến Singapore bằng mọi phương tiện nhưng phải rời bằng đường hàng không.
| - Armenia - Azerbaijan - Belarus | - Gruzia - Kazakhstan - Kyrgyzstan | - Moldova - Nga - Tajikistan | - Turkmenistan - Ukraina - Uzbekistan |  |

## Yêu cầu chứng nhận vắc cin sốt vàng
Công dân của các quốc gia sau hoặc đến từ các quốc gia sau cần có Chứng nhận Vắc cin Sốt vàng để đến Singapore. Vắc cin có hiệu lực 10 ngày sau tiêm. Chứng nhận có hiệu lực 10 năm. Không có chứng nhận này có thể dẫn đến trượt thị thực hoặc từ chối nhập cảnh.
| - Angola - Argentina - Benin - Bolivia - Brazil - Burkina Faso - Burundi - Cameroon - Cộng hòa Trung Phi - Chad - Colombia - Congo - Côte d'Ivoire - Cộng hòa Dân chủ Congo | - Ecuador - Guinea Xích Đạo - Ethiopia - French Guiana - Gabon - Gambia - Ghana - Guinea - Guinea-Bissau - Guyana - Kenya - Liberia - Mali - Mauritania | - Niger - Nigeria - Panama - Paraguay - Peru - Rwanda - Senegal - Sierra Leone - Sudan - Suriname - Togo - Trinidad và Tobago - Uganda - Venezuela |  |

## Thống kê
Hầu hết du khách đến Singapore ngắn hạn đều đến từ các quốc gia sau:
| Quốc gia hoặc vùng lãnh thổ | 2016       | 2015       | 2014       | 2013       | 2012       | 2011       |
| --------------------------- | ---------- | ---------- | ---------- | ---------- | ---------- | ---------- |
| Indonesia                   | 2.893.614  | 2.731.690  | 3.025.178  | 3.088.859  | 2.837.537  | 2.592.222  |
| Trung Quốc                  | 2.863.582  | 2.106.164  | 1.722.380  | 2.269.870  | 2.034.177  | 1.577.522  |
| Malaysia                    | 1.151.480  | 1.171.077  | 1.233.035  | 1.280.942  | 1.231.686  | 1.140.935  |
| Ấn Độ                       | 1.097.186  | 1.013.986  | 943.636    | 933.553    | 894.993    | 868.991    |
| Úc                          | 1.027.309  | 1.043.568  | 1.074.878  | 1.125.179  | 1.050.373  | 956.039    |
| Nhật Bản                    | 783.721    | 789.179    | 824.741    | 832.845    | 757.116    | 656.417    |
| Philippines                 | 691.555    | 673.374    | 676.481    | 687.794    | 656.804    | 677.723    |
| Hàn Quốc                    | 566.503    | 577.082    | 536.975    | 471.768    | 445.184    | 414.879    |
| Thái Lan                    | 546.384    | 516.409    | 506.509    | 497.409    | 477.654    | 472.708    |
| Hồng Kông                   | 537.964    | 609.888    | 631.029    | 539.810    | 472.167    | 464.375    |
| Hoa Kỳ                      | 516.276    | 499.509    | 484.912    | 491.946    | 477.213    | 440.576    |
| Vương quốc Anh              | 489.205    | 473.810    | 451.931    | 461.459    | 446.497    | 442.611    |
| Việt Nam                    | 469.409    | 418.266    | 424.408    | 380.495    | 366.234    | 332.231    |
| Đài Loan                    | 394.173    | 378.026    | 337.431    | 350.308    | 282.203    | 238.488    |
| Đức                         | 328.762    | 286.732    | 263.513    | 251.560    | 252.433    | 219.952    |
| Tổng                        | 16.402.593 | 15.231.469 | 15.095.152 | 15.567.923 | 14.496.091 | 13.171.303 |